# Фаби, Манфред
Ма́нфред Фа́би (нем. Manfred Fabi) — австрийский кёрлингист.
В составе мужской сборной Австрии участник чемпионата мира (заняли девятое место), чемпионата Европы 1981 (заняли одиннадцатое место). Чемпион Австрии среди мужчин.
Играл в основном на позиции второго.

## Достижения
- Чемпионат Австрии по кёрлингу среди мужчин: золото (1983), бронза (1984).

## Команды
| Сезон   | Четвёртый  | Третий        | Второй        | Первый             | Запасной         | Турниры                      |
| ------- | ---------- | ------------- | ------------- | ------------------ | ---------------- | ---------------------------- |
| 1981—82 | Артур Фаби | Ludwig Karrer | Манфред Фаби  | Дитер Кюхенмайстер |                  | ЧЕ 1981 (11 место)           |
| 1981—82 | Артур Фаби | Манфред Фаби  | Ludwig Karrer | Дитер Кюхенмайстер |                  | ЧАМ 1982 (4 место)           |
| 1982—83 | Артур Фаби | Гюнтер Меркер | Манфред Фаби  | Дитер Кюхенмайстер |                  | ЧАМ 1983 · ЧМ 1983 (9 место) |
| 1983—84 | Артур Фаби | Konrad Wieser | Манфред Фаби  | Дитер Кюхенмайстер | Christian Wieser | ЧАМ 1984                     |
| 1984—85 | Артур Фаби | Алоис Крайдль | Манфред Фаби  | Дитер Кюхенмайстер |                  | ЧАМ 1985 (5 место)           |

(скипы выделены полужирным шрифтом)